# Nadleśnictwo Piwniczna
Nadleśnictwo Piwniczna – jednostka organizacyjna Lasów Państwowych podległa Regionalnej Dyrekcji Lasów Państwowych w Krakowie. Siedziba Nadleśnictwa znajduje się w Piwnicznej-Zdroju w powiecie nowosądeckim, w województwie małopolskim.
Nadleśnictwo obejmuje część powiatu nowosądeckiego.

## Historia
Lasy w okolicach Muszyny były własnością biskupów krakowskich. Zostały one znacjonalizowane w 1782 i czasach zaborów należały do austriackiego Funduszu Religijnego. Po odzyskaniu niepodległości przez Polskę do zarządzania nimi utworzono państwowe Nadleśnictwo Muszyna podzielone na dwa obręby: Muszyna i Tylicz.
Lasy w okolicach Piwnicznej i Rytra były własnością klasztoru s.s. Klarysek w Starym Sączu. Podobnie jak w okolicach Muszyny zostały one znacjonalizowane w 1782 przez austriackiego zaborcę, a następnie sprzedane w prywatne ręce. Ich ostatnim właścicielem był Adam Stadnicki. Po II wojnie światowej znacjonalizowane przez komunistów.
W 1945 utworzono nadleśnictwa Muszyna i Rytro. Nadleśnictwo Muszyna przejęło również część gruntów należących do wysiedlonej ludności łemkowskiej, które zalesiono. W 1951 powstało nadleśnictwo Piwniczna.
23 listopada 1975 do nadleśnictwa Piwniczna przyłączono nadleśnictwa Muszyna i Rytro.

## Ochrona przyrody
Na terenie nadleśnictwa znajduje się siedem rezerwatów przyrody:
- Baniska
- Hajnik
- Las Lipowy Obrożyska
- Lembarczek
- Okopy Konfederackie
- Wierchomla
- Żebracze

oraz część Popradzkiego Parku Krajobrazowego.

## Drzewostany
Typy siedliskowe lasów nadleśnictwa (z ich udziałem procentowym):
- las górski 74%
- las mieszany górski 23%
- bór mieszany górski 2,6%
- bór wysokogórski 0,4%

Gatunki lasotwórcze lasów nadleśnictwa (z ich udziałem procentowym):
- buk 50,86%
- świerk 19,64%
- jodła 15,62%
- sosna 7,46%
- modrzew 3,78%
- olsza szara 0,8%
- lipa 0,8%
- jawor 0,42%
- grab 0,33%
- brzoza 0,33%
- jesion 0,13%